# Camille d'Hostun, hertig av Tallard

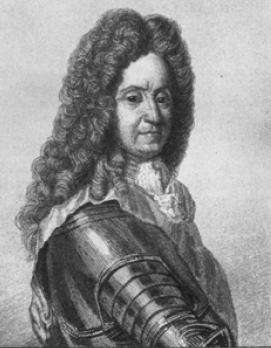
Camille d'Hostun, hertig av Tallard

Camille d'Hostun de La Baume, hertig av Tallard, född 14 februari 1652 i Dauphiné, död 20 mars 1728 i Paris, var en fransk adelsman och militär, utnämnd till marskalk av Frankrike.
Tallard började sin bana under Condé och Turenne i Nederländerna och Alsace och blev 1678 redan vid 26 års ålder generalmajor. 1698 skickades han, sedan 1693 generallöjtnant, som ambassadör till London  och ledde underhandlingarna med Vilhelm III om spanska monarkins delning. Under spanska tronföljdskriget 1701–1714 kämpade Tallard till en början under Boufflers i Flandern.
1703 blev han marskalk och fick självständigt befäl i Alsace samt intog Breisach och Landau. 1704 förde han 30 000 man över Schwarzwald samt förenade sig med kurfursten av Bayerns armé, men hade huvudsakligen skulden till den förenade arméns nederlag i slaget vid Blenheim 13 augusti samma år, där han blev fången. Efter sin återkomst från fångenskapen i England 1712 blev han inte vidare använd i fält, men upphöjdes till hertig av Hostun samma år, samt var medlem av regentskapsrådet 1717 och blev statsminister 1726.